# Pseudogastromyzon lianjiangensis
Pseudogastromyzon lianjiangensis är en fiskart som beskrevs av Zheng, 1981. Pseudogastromyzon lianjiangensis ingår i släktet Pseudogastromyzon och familjen grönlingsfiskar. Inga underarter finns listade i Catalogue of Life.